# Société Goethe

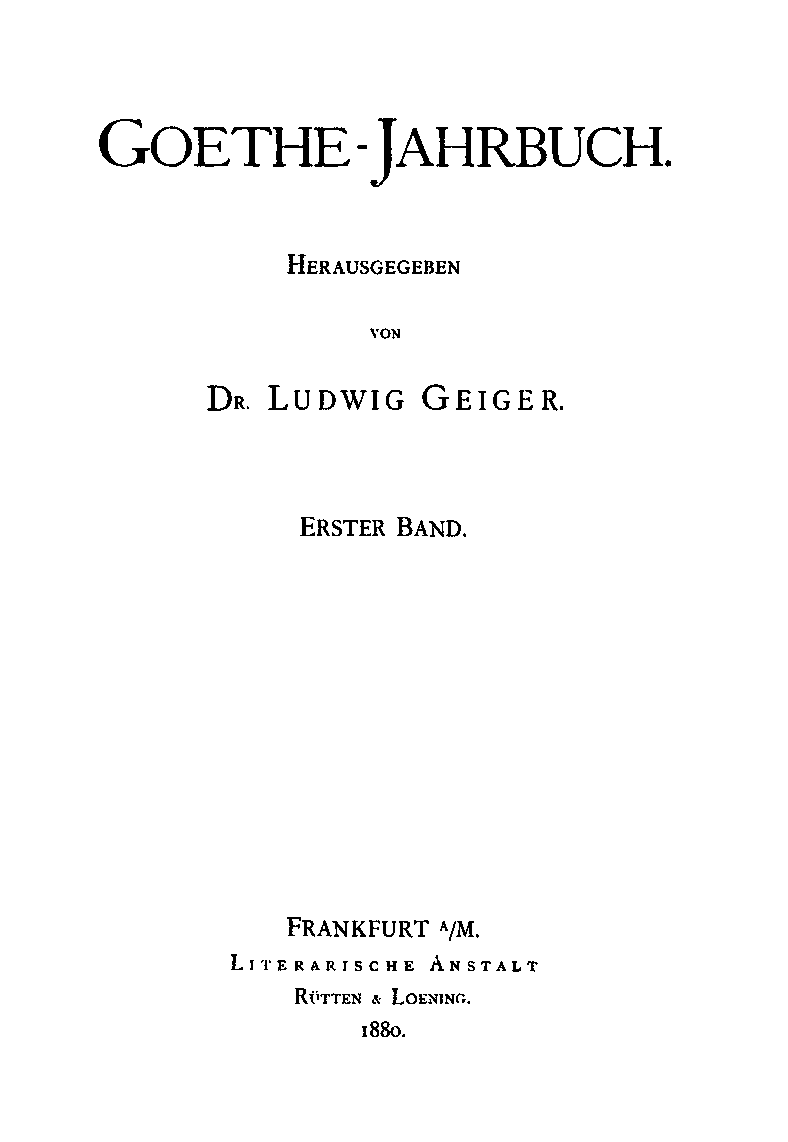

La Société Goethe de Weimar (Goethe-Gesellschaft in Weimar e. V.) est une société littéraire et scientifique basée à Weimar, fondée en 1885 à la suggestion de la grande-duchesse Sophie sous le grand-duc Charles-Alexandre de Saxe-Weimar-Eisenach. 
Elle veut entre autres « contribuer à une connaissance plus approfondie de Goethe, montrer son importance pour le monde moderne et donner des suggestions de recherches qui lui sont consacrées » (d'après ses statuts). Ses organes de publication sont le Goethe-Jahrbuch (GJb), fondé par Ludwig Geiger en 1880, et, occasionnellement les Schriften der Goethe-Gesellschaft. La plus haute distinction attribuée par l'association est la Médaille d'or Goethe (de).
La Société Goethe compte environ 2 500 membres dans 40 pays à travers le monde. Environ 7 000 membres sont organisés dans les 58 associations locales allemandes. Outre la Société Goethe de Weimar et ses associations locales en Allemagne, il existe quarante sociétés Goethe à l'étranger, dont la Österreichische Goethe-Gesellschaft (de) (Société autrichienne Goethe), fondée en 1878 sous le nom de Wiener Goethe-Verein (Société Goethe de Vienne). 

## Présidents
- 1885-1899 : Eduard von Simson
- 1899-1906 : Carl Ruland (de)
- 1906-1913 : Erich Schmidt
- 1913-1920 : Georg von Rheinbaben
- 1920-1922 : Albert Bürklin (de)
- 1922-1926 : Gustav Roethe (de)
- 1926-1938 : Julius Petersen (de)
- 1938-1950 : Anton Kippenberg
- 1950-1971 : Andreas Bruno Wachsmuth (de)
- 1971-1973 : Helmut Holtzhauer (de)
- 1973-1990 : Karl-Heinz Hahn (de)
- 1990-1991 : Jörn Göres (de)
- 1991-1999 : Werner Keller (de)
- 1999–2019 : Jochen Golz (de)
- depuis le 15 juin 2019 : Stefan Matuschek (de)

## Associations locales
Les associations locales de la Société Goethe et des Sociétés Goethe à l'étranger peuvent être consultées sur le site goethe-gesellschaft.de.